# Maite Sandoval
Maite Sandoval (Murcia, 1970) es una actriz española de cine, teatro y televisión.

## Carrera
Graduada en Arte Dramático por el Instituto del Teatro de Sevilla, cofundadora de “LOS ULEN”, compañía con un enorme reconocimiento y proyección, a la que estuvo vinculada más de veinte años y con la que escribió, produjo e interpretó una veintena de espectáculos (Maná, maná, El mundo de los simples, Bar de lágrimas,…). En la gran pantalla ha trabajado con directores/as como Iciar Bollaín (Flores de otro mundo), Michael Radford (La Mula), Fernando Colomo (Al Sur de Granada o La tribu), José Luis García Sánchez (La venganza de Don Mendo Rock), Alberto Rodríguez (7 virgenes), Paco León (Kiki, el amor se hace ,Vecinooo), Emilio Martínez-Lázaro (Miamor perdido), José Corbacho (Cobardes), Alfonso Sánchez (El mundo es nuestro, Superagente Mackey) o Marc Vigil (El silencio del pantano), entre otros.
En televisión, destaca su participación en Veneno (Atresmedia), dirigida por Javier Calvo y Javier Ambrossi o Señoras del (h)Ampa (Mediaset), creada por Carlos del Hoyo y Abril Zamora, así como en El fin de la comedia (Comedy Central), Doctor Mateo (Antena 3), La que se avecina (Telecinco), Los hombres de Paco (Antena 3) u Hospital Central (Telecinco). En 2021 se incorpora al elenco de la serie Todo lo otro para HBO España.    
Entre sus reconocimientos, se encuentran: 
- Premio Mejor Actriz XXI Feria de Teatro del Sur por El Mundo de Los Simples.

- Premio Mejor Actriz XXVI Certamen Nacional de Teatro Arcipreste de Hita por El Mundo de Los Simples.

- Premio Mejor Actriz  II Festival Internacional de Teatro San Martín de Caracas por Maná, Maná.

- Premio Mejor Actriz Feria de Teatro del Sur por Maná, Maná.

- Premio Mejor Actriz en Festival de Cine Andaluz de Burguillos (Sevilla) 2016 por El marido era fumigador de campos.

- Nominada a Mejor Actriz 2020 por En palabras de Jo... Mujercitas en los Premios MET de Teatro.

- Nominada como Mejor Iinterpretación Femenina en los premios Asecan 2017 por Kiki, el amor se hace.

- Nominada como Mejor Interpretación Femenina en los premios Asecan 2012 por El Mundo es Nuestro.

- Nominada como Mejor Interpretación Femenina en los premios Asecan 2010 por Siempre hay Tiempo.

## Filmografía

### Cine
- 2024 - Matusalén
- 2020- Vecinooo (cortometraje)

- 2020- Sevillanas de Broocklyn

- 2020 - Superagente Makey[3]
- 2019 - El silencio del pantano
- 2018 - Miamor perdido
- 2018 - La tribu
- 2016 - El marido era fumigador de campos (corto)
- 2016 - Kiki, el amor se hace
- 2014 - Carmina y amén
- 2013 - La mula
- 2012 - Doctor León, pedicuro (corto)
- 2012 - La última isla
- 2012 - El mundo es nuestro
- 2010 - Don Mendo Rock ¿La venganza?
- 2009 - Siempre hay tiempo
- 2008 - Jodienda Warrick (corto)
- 2008 - Cobardes
- 2008 - En la otra camilla (corto)
- 2007 - Clandestinos
- 2006 - PieNegro (corto)
- 2005 - 7 vírgenes
- 2003 - Al sur de Granada
- 1999 - Flores de otro mundo
- 1998 - El agua hilvanada (corto)
- 1997 - Delirios y mentiras (corto)

### Televisión
| Año             | Serie                  | Canal               | Personaje      | Notas        |
| --------------- | ---------------------- | ------------------- | -------------- | ------------ |
| 1999            | Castillos en el aire   | Canal Sur           | Camarera       | 1 episodio   |
| 2002            | María la Portuguesa    | FORTA               |                | TV-Movie     |
| 2005            | Hospital Central       | Telecinco           | Mabel          | 1 episodio   |
| 2005            | El camino de Víctor    | Canal Sur           | Alicia         | TV-Movie     |
| 2006            | Los hombres de Paco    | Antena 3            | Doctora        | 1 episodio   |
| 2006 - 2007     | La dársena de poniente | La 1                | Elena Jiménez  | 9 episodios  |
| 2009            | Doctor Mateo           | Antena 3            |                | 2 episodios  |
| 2012            | Ciudadano Villanueva   | Canal Sur           |                | TV-Movie     |
| 2013            | Cenizas                | TV3 / Canal Sur     | Yolanda        | TV-Movie     |
| 2017            | El fin de la comedia   | Comedy Central      | Juana          | 3 episodios  |
| 2019 - 2021     | Señoras del (h)AMPA    | Telecinco           | Juani Zaldívar | 15 episodios |
| 2020            | Veneno                 | Atresplayer Premium | Mari           | 4 episodios  |
| 2021            | La reina del pueblo    | Atresplayer Premium | Inmaculada     | 4 episodios  |
| 2021 - presente | Todo lo otro           | HBO España          | Estela         | 1 episodio   |